# Erosão eólica

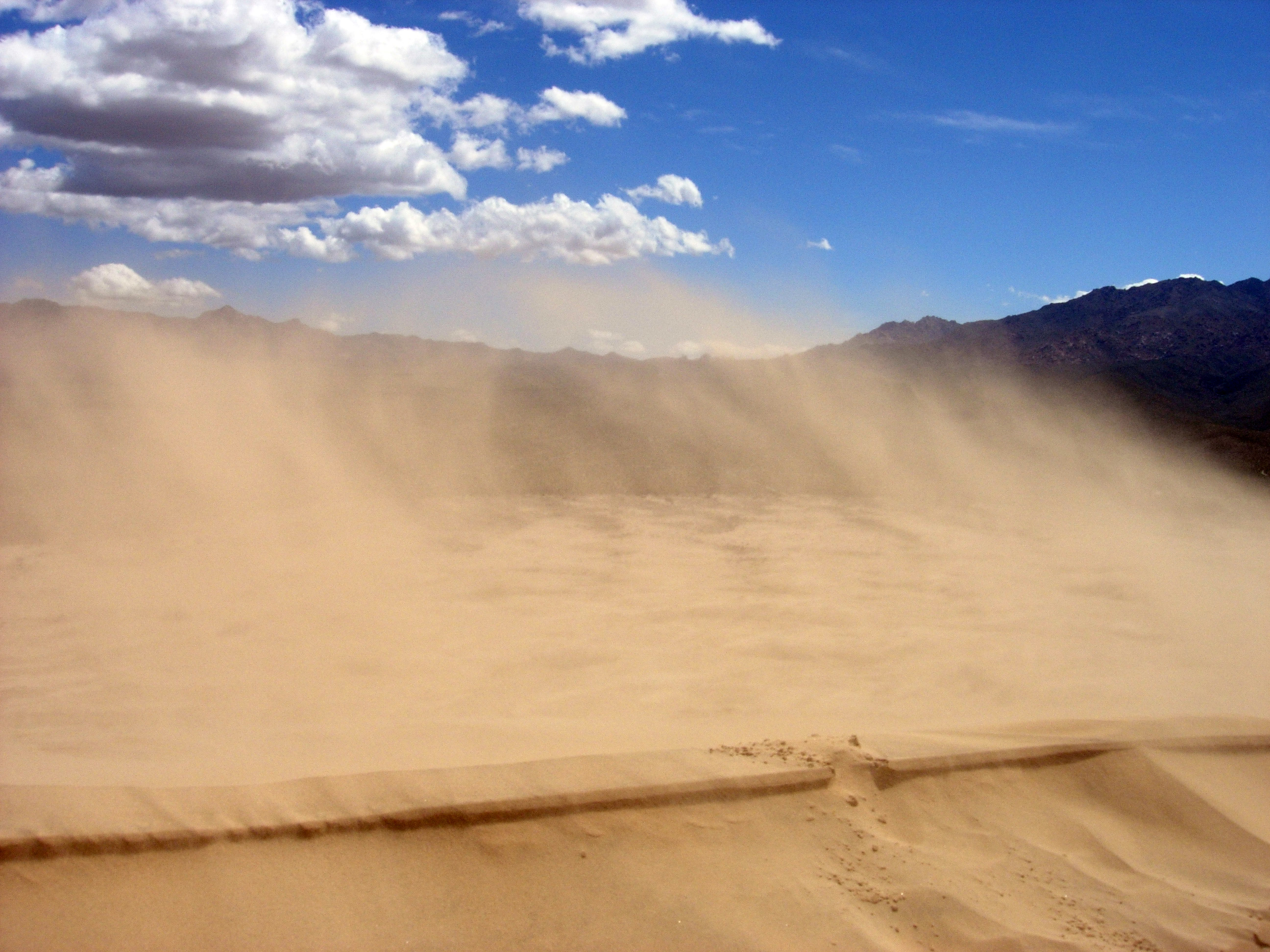
Erosão eólica em dunas da Califórnia.

Erosão eólica é um tipo de erosão causada pelo vento, ocorrendo rapidamente com a retirada superficial de fragmentos mais finos.
A diminuição da velocidade do vento ou deflação ocorre frequentemente em regiões de campos de dunas com a retirada preferencial de material superficial mais fino, permanecendo, muitas vezes, uma camada de pedregulhos e seixos adaptando a superfície erodida.
Pode ocorrer forte erosão associada à deflação, esculpindo nas rochas formas ruiniformes e outras feições típicas de desertos/regiões desérticas e outras assoladas por fortes ventos.
Em locais de forte e constante deflação podem se formar zonas rebaixadas, em meio a regiões desérticas, e que com as escassas chuvas formam lagos rasos (playa), secos na maior parte do tempo; lama endurecida ou camadas de sal atapetam, muitas vezes essas playas.

## Galeria de imagens

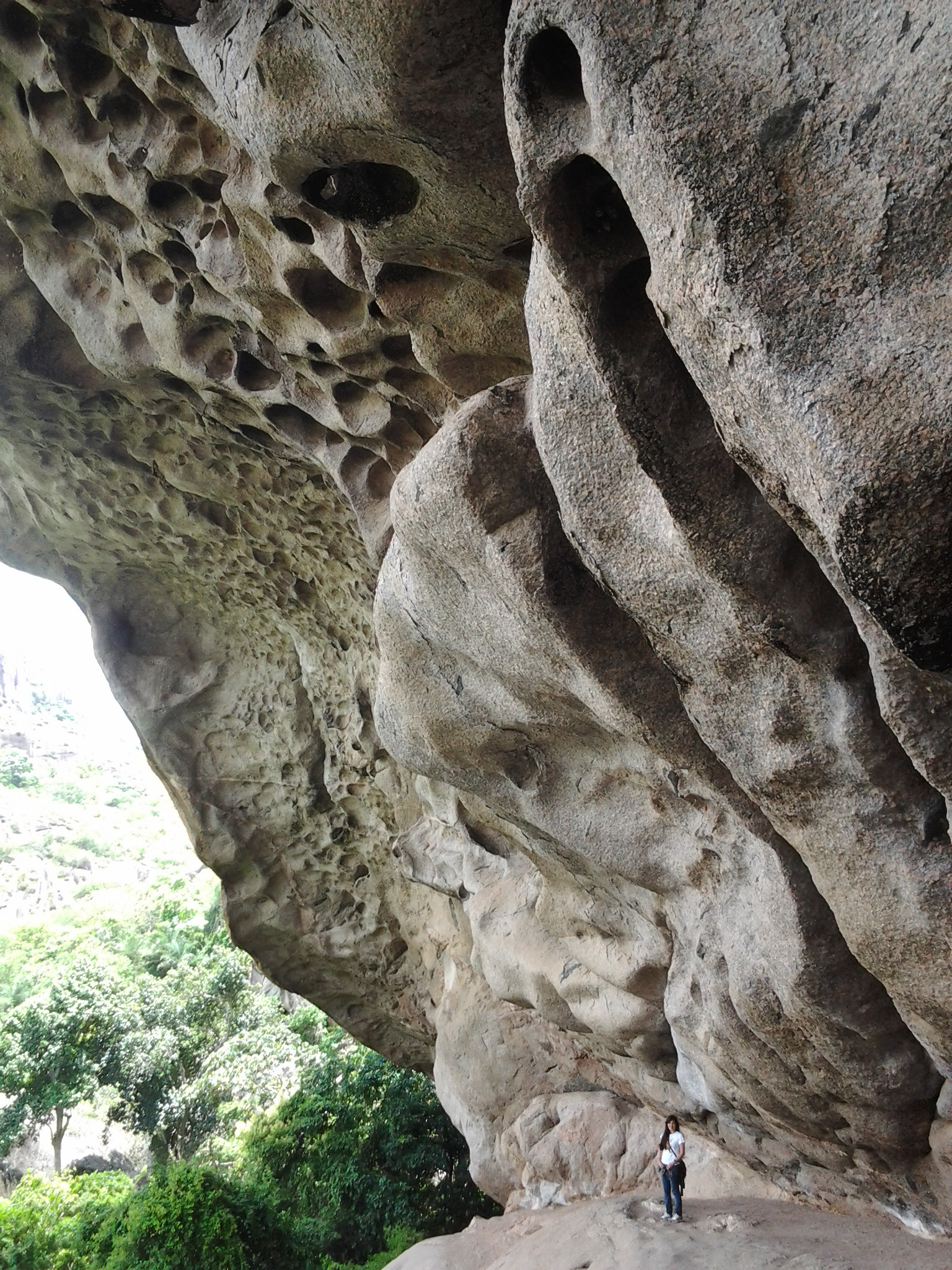

## Corrosão
Processo de desgaste físico das rochas através, principalmente, do impacto e/ou atrito de partículas transportadas pelo vento (eólica), pela água (fluvial, de marés, correntes) ou pelo gelo (de geleira).E o vento "esculpe" as rochas, dando as formas.

## Abrasão
Processo erosivo ou de desgaste de rochas pelo impacto e/ou atrito/fricção de partículas ou fragmentos carregados por correntes eólicas, glaciais, fluviais, marinhas, de turbidez, pelo vai e vem de ondas.

## Eólico
Processo, depósito sedimentar ou feição/estrutura que tem o vento como agente geológico.
Exemplos: dunas em desertos ou praias são depósitos eólicos;  corrasão é o processo de desgaste e deflação é o de erosão eólicas.

## Deflação
Erosão pelo vento com a retirada superficial de fragmentos mais finos.
A deflação ocorre frequentemente em regiões de campos de dunas com a retirada preferencial de material superficial mais fino (areia, silte), permanecendo, muitas vezes, uma camada de pedregulhos e seixos atapetando a superfície erodida.
Pode ocorrer forte corrosão associada à deflação, esculpindo nas rochas formas ruiniformes e outras feições típicas de regiões desérticas e outras assoladas por fortes ventos.
Em locais de forte e constante deflação podem se formar zonas rebaixadas, em meio a regiões desérticas, e que com as escassas chuvas formam lagos rasos (playa), secos na maior parte do tempo; lama endurecida ou camadas de sal atapetam, muitas vezes essas playas.(Abmamu)